# Grosser Preis des Kantons Aargau 2004
Il Grosser Preis des Kantons Aargau 2004, quarantunesima edizione della corsa, si svolse il 29 agosto su un percorso di 196 km, con partenza e arrivo a Gippingen. Fu vinto dall'italiano Matteo Tosatto della Fassa Bortolo davanti agli svizzeri Markus Zberg e Martin Elmiger.

## Ordine d'arrivo (Top 10)
| Pos. | Corridore             | Squadra                            | Tempo    |
| ---- | --------------------- | ---------------------------------- | -------- |
| 1    | Matteo Tosatto        | Fassa Bortolo                      | 4h57'37" |
| 2    | Markus Zberg          | Gerolsteiner                       | s.t.     |
| 3    | Martin Elmiger        | Phonak Hearing Systems             | s.t.     |
| 4    | Massimiliano Mori     | Domina Vacanze                     | s.t.     |
| 5    | Fränk Schleck         | Team CSC                           | s.t.     |
| 6    | Mauro Gerosa          | Vini Caldirola-Nobili Rubinetterie | s.t.     |
| 7    | Wesley Van Der Linden | Vlaanderen-T-Interim               | s.t.     |
| 8    | Pieter Mertens        | Vlaanderen-T-Interim               | s.t.     |
| 9    | Roger Beuchat         | Vini Caldirola-Nobili Rubinetterie | s.t.     |
| 10   | Andrej Hauptman       | Lampre                             | s.t.     |